# 太祖初舉下圖倫
「太祖初舉下圖倫」は、建州女直酋長ヌルハチ (後の清太祖) 独立後の初戦とされる戦役。スクスフ･ビラ部の圖倫トゥルン城主ニカン･ワイランを同城および甲版ギャバンに征討し、戦闘には捷利したものの、いづれも身内の裏切りでニカン･ワイランをとりのがした。

## 経緯

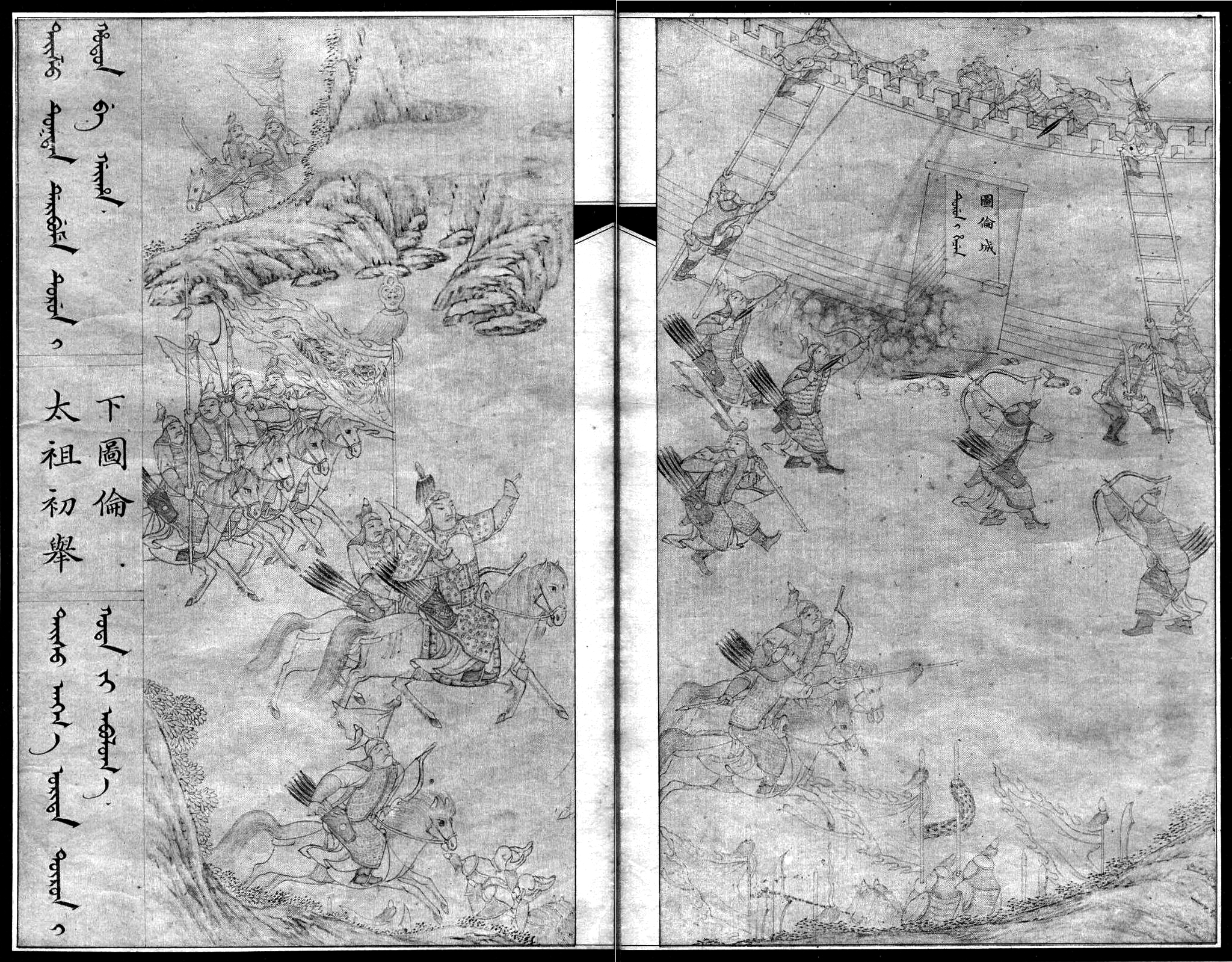
『滿洲實錄』巻1「太祖初舉下圖倫」

### トゥルン攻略
祖父ギョチャンガを殺され怒りに燃ゆる25歳のヌルハチは、万暦11年1583旧暦5月、父タクシが遺したわずか13着の鎧甲と、100人足らずの兵とともに決起し、仇敵ニカン･ワイランを征討した。
当初の予定では、同じくニカン･ワイランを憎む撒爾湖サルフ城主・諾米納ノミナも兵を率いて合流するはずであったが、ノミナは現れなかった。裏ではヌルハチの大伯父ソオチャンガ三祖の第四子・龍敦ロンドンが、ノミナの弟・柰喀達ナイカダに工作をはたらいていた。明朝がニカン･ワイランの尻をもち、甲版ギャバンに城を立てて建州部の統治者にしようとしている、さらにハダ･グルンのワン･ハンも協賛している、などといって唆されたナイカダが早速兄ノミナにロンドンの話を伝えたところ、ノミナはロンドンの思わく通りニカン･ワイラン側に寝返り、出兵をみおくった。
ノミナの来ないことを悟ったヌルハチは挙兵し、ニカン･ワイランの居城・圖倫トゥルンの城砦に進攻した。ニカン･ワイランは密告を受けてヌルハチの来襲を豫め聞き知り、軍民を置き去りに妻子だけを連れてギャバンへ逃れた。トゥルン城は後の五大臣の一人ニョフル氏エイドゥらの活躍もあって陥落し、ヌルハチ軍は撤退した。

### 闖入者
同年6月、大伯父・德世庫デシク、劉闡リョチャン、ソォチャンガ、及び大叔父ボオシら (ニングタ･ベイレ) の子孫がヌルハチの英武を懼れ、御堂で誓言をたて、共同してヌルハチ殺害を謀った。或る夜の亥刻22時前後、城に忍び込み梯子を登っていたところ、勘づいたヌルハチが綿甲を着、弓矢と刀をもって現れた。それをみて動転した一行は梯子から滑り落ち、一目散に退散した。

### ギャバン攻略
同年8月、ヌルハチは再びニカン･ワイラン征討のため出兵し、ギャバンに進攻したが、ニカン･ワイランはサルフ城のノミナ・ナイカダ兄弟からヌルハチの来襲を知らされ、またも土地を棄て、撫順千戸所の東南にある河口臺に逃れた。
ところが明辺塞の衛戍兵は、逃げ込もうとするニカン･ワイランをみるや辺塞に進入させじと出動し、互いに推しあいへしあいしているところにヌルハチの軍がおいついた。ヌルハチらはこの光景を、明の官軍がまたもニカン･ワイランとともに抗戦に出て来たと勘違いし、一旦撤退して兵営を張った。
同日夜、ニカン･ワイランの手下が一人、ヌルハチに投降し、ニカン･ワイランが明の官軍に駆逐されたことを明かした為、ヌルハチ軍は帰還した。

## 脚註

### 典拠
1. 1 2  “癸未歲萬曆11年1583 5月1日段273”. 太祖高皇帝實錄. 1
2. 1 2 3 4 5 6  “癸未歲萬曆11年1583 5月段19”. 滿洲實錄. 1
3. ↑  “九. - 四. - イ. (圖倫城)”. 滿洲歷史地理. 2. p. 604. "盛京輿圖は、此城を蘇子河と、渾河との會流點を去る東南遠からざる地方に置けり。果して當れるやを知らず。尼堪外蘭の居城なり。"
4. ↑  “城池3”. 欽定盛京通志. 31. "圖倫城國語圖倫纛也城西南五百六十里週圍一里"
5. ↑  “將帥1”. 國朝耆獻類徵初編. 261
6. ↑  “癸未歲萬曆11年1583 5月1日段274”. 太祖高皇帝實錄. 1
7. ↑  “癸未歲萬曆11年1583 6月”. 太祖高皇帝實錄. 1. p. 27
8. ↑  “諸部世系／滿洲國／癸未歲萬曆11年1583 6月段21”. 滿洲實錄. 1
9. 1 2 3  “癸未歲萬曆11年1583 8月”. 太祖高皇帝實錄. 1. p. 27

### 註釈
1. ↑  註釈：五大臣は額亦都エイドゥ、安費揚古アンバ･フィヤング、扈爾漢フルガン、費英東フュンドン、何和禮ホホリ。

## 文献

### 實錄
＊中央研究院歴史語言研究所版
- 覚羅氏勒德洪『太祖高皇帝實錄』崇徳元年1636 (漢)
- 編者不詳『滿洲實錄』乾隆46年1781 (漢)
  - 『ᠮᠠᠨᠵᡠ ᡳ ᠶᠠᡵᡤᡳᠶᠠᠨ ᡴᠣᠣᠯᡳmanju i yargiyan kooli』乾隆46年1781 (満) ＊今西春秋訳

### 史書
- 章佳氏阿桂『欽定盛京通志 (増補本)』四庫全書, 乾隆49年1784 (漢) ＊Wikisource
- 李恒『國朝耆獻類徵初編』光緒16年1890 (漢) ＊明文書局版
- 稻葉岩吉『清朝全史』上巻, 早稲田大学出版部, 大正3年1914
- 白鳥庫吉 監修, 松井等, 箭内亙, 稻葉岩吉 撰『滿洲歷史地理』巻2, 南満洲鉄道株式会社, 大正31914
- 趙爾巽『清史稿』清史館, 民国17年1928 (漢) ＊中華書局版
- 孟森『清朝前紀』民国19年1930 (漢) ＊商務印書館版

### Web
- 栗林均「モンゴル諸語と満洲文語の資料検索システム」東北大学
- 「明實錄、朝鮮王朝実録、清實錄資料庫」中央研究院歴史語言研究所 (台湾)